# Jestädt
Jestädt ist ein Ortsteil der Gemeinde Meinhard im nordhessischen Werra-Meißner-Kreis.

## Geographische Lage
Jestädt liegt an den äußersten Südwestausläufern des Höhenzugs Gobert im Tal der Werra. In diesen Fluss münden südlich des Dorfs der es durchfließende Mühlbach und westsüdwestlich in Ortsnähe die Wehre. Nachbarorte sind Motzenrode im Nordnordosten, Neuerode im Ostnordosten, Grebendorf im Ostsüdosten, Niederhone im Süden und Albungen im Nordwesten. In Jestädt treffen sich die Landesstraße 3403 und die Kreisstraße 3.

## Geschichte

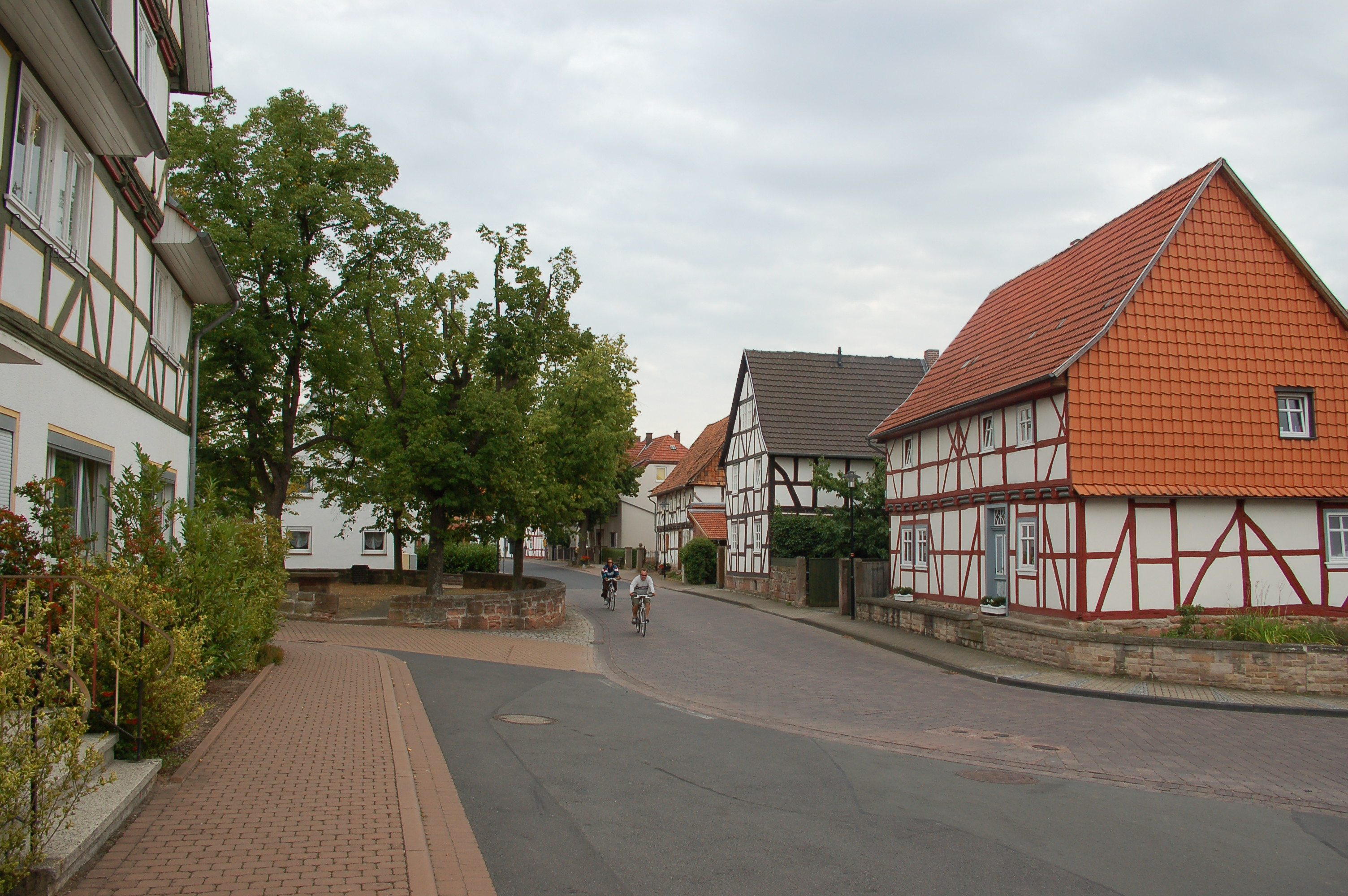
Dorfanger (links) und ältestes Fachwerkhaus (rechts)

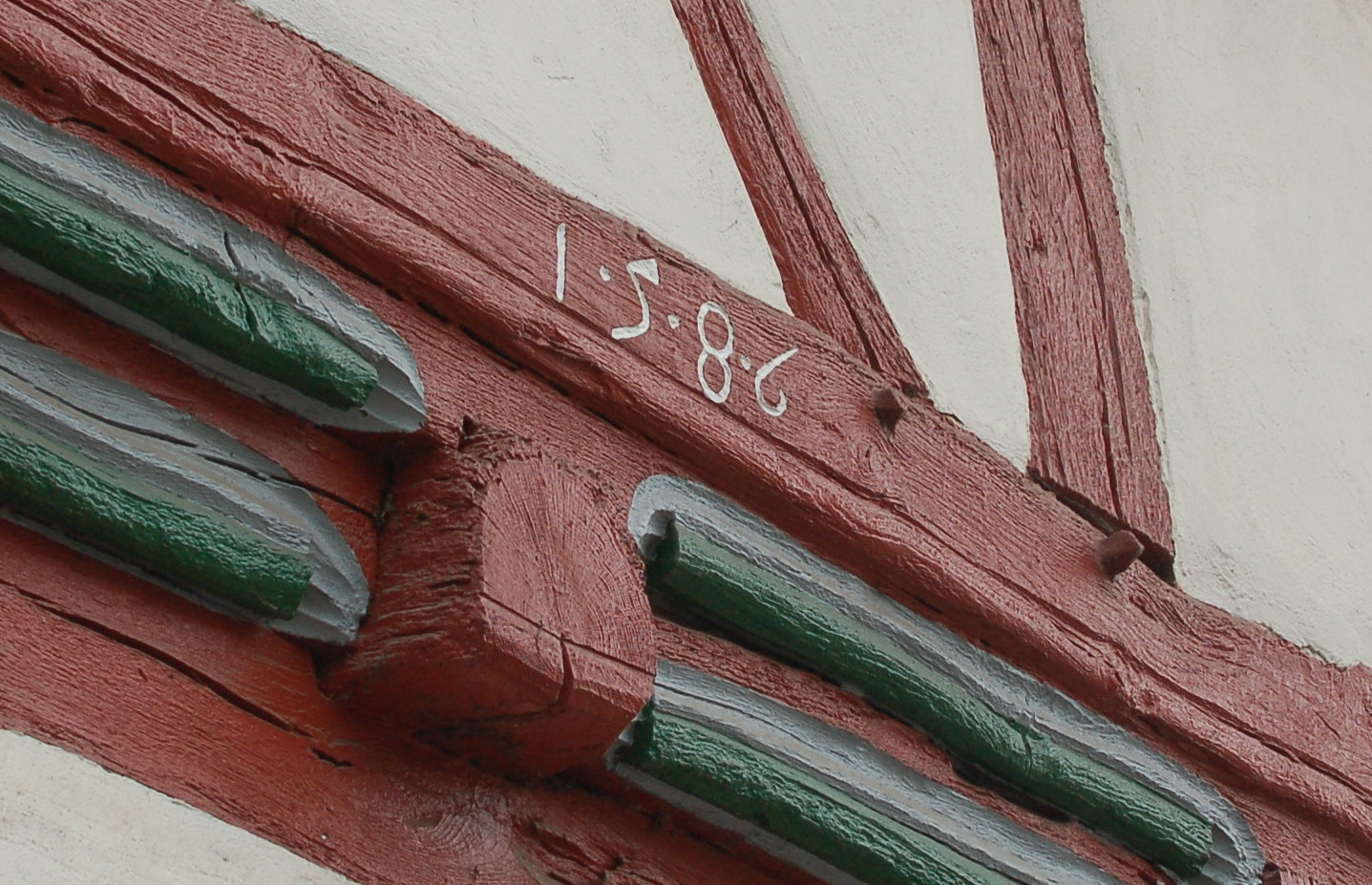
Ältestes Fachwerkhaus von 1586

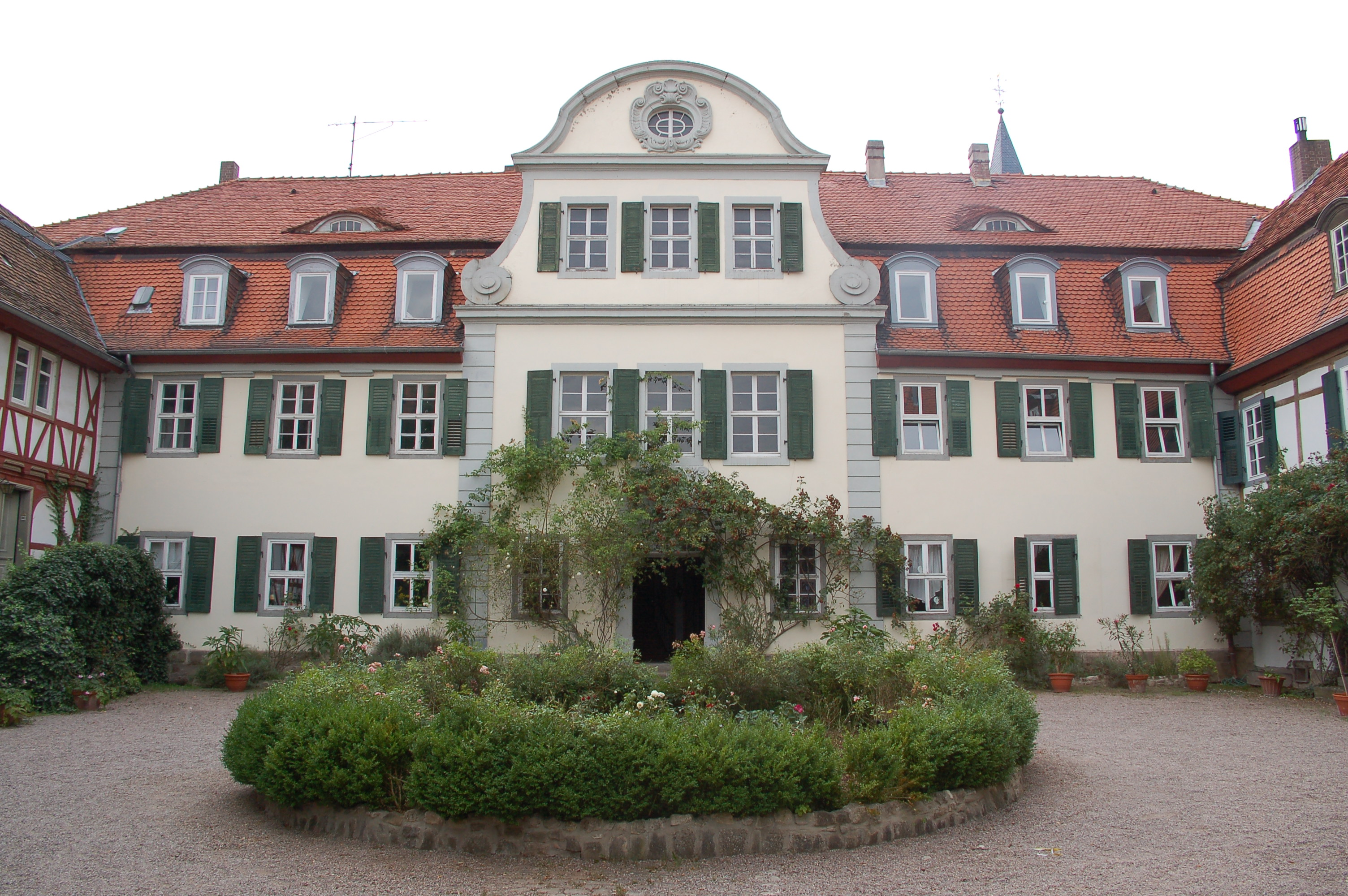
Schloss Jestädt 2008

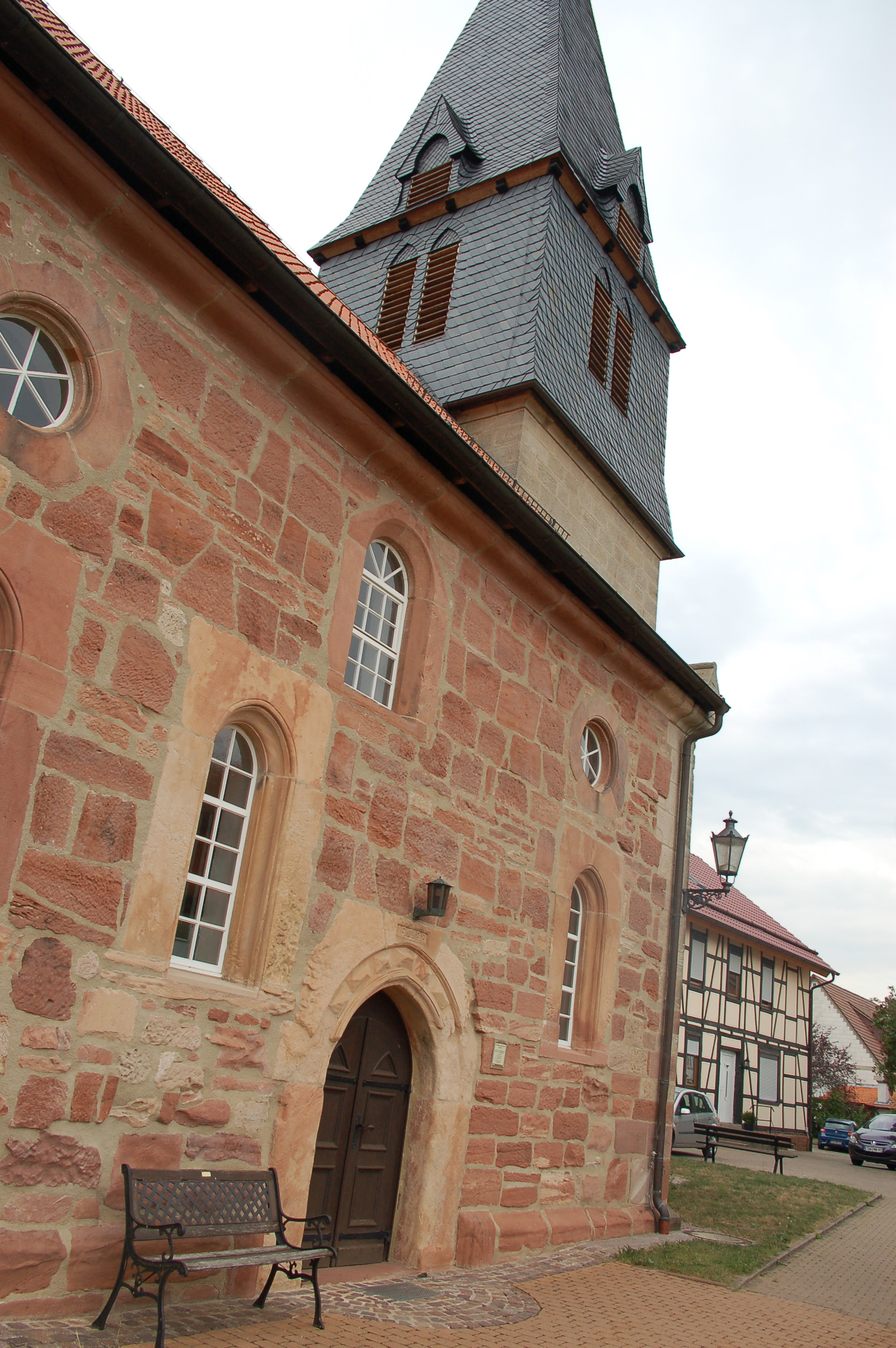
Dorfkirche

Jestädt wurde, soweit bekannt, im Jahre 1324 unter dem Namen Gestete erstmals urkundlich erwähnt. Eine ältere Erwähnung aus dem Jahr 874 hat sich als Fälschung herausgestellt. Das befestigte Dorf wurde zur Sicherung einer Furt durch die Werra errichtet. Der Ortsname besteht nach Prof. Haas, Fulda, aus zwei Wörtern, und zwar aus dem Adjektivum althochdeutsch gahi, mittel- hochdeutsch gaehe oder gah, das neben „plötzlich“ noch „jähe“, steil- abfallend bedeutet, und aus dem Wort statt = Stätte. Danach ist Gahesteti oder Jestaedt ein Ort am steilabfallenden Hang, wie dies für die Lage von Jestädt zutrifft. Schon im 10. Jahrhundert wurde in Jestädt Wein angebaut.
Im 11. Jahrhundert bildete das Werratal die Grenze zwischen Kurmainzischem Gebiet und den welfischen Herzögen und war daher umkämpft. Jestädt selbst gehörte den Grafen von Everstein. Später ging es in den Besitz des Grafen Otto von Northeim über, der vor dem Auftreten der Eversteiner bereits verstorben war. Dessen Sohn Siegfried III. von Boyneburg erlangte schließlich den Besitz Jestädts.
1410 belehnte Bernhard I. die Herren von Boyneburg-Hohenstein mit dem Dorf Jestädt sowie der dortigen Gerichtsbarkeit. Zum Gericht Jestädt gehörten neben Jestädt die Orte Motzenrode und Neuerode sowie die Wüstungen Bettelsdorf, Dörrenhain und Dudenhusen. Entgegen häufiger älterer Behauptungen wurde Jestädt niemals Teil des 1654 gegründeten landgräflichen Amtes Bischhausen, sondern blieb Teil des teilautonomen Gerichts Boyneburg. Die Herren von Boyneburg-Hohenstein behielten das Gericht Jestädt bis zu ihrem Aussterben 1792 als braunschweigisches Lehen, während sie das Halsgericht von der Landgrafschaft Hessen-Kassel zu Lehen trugen. 1794 belehnte das Fürstentum Braunschweig die Herren von Eschwege mit dem Dorf. Seit 1821 gehörte der Ort zum Kreis Eschwege.
Am 31. Dezember 1971 wurde im Zuge der Gebietsreform in Hessen die Gemeinde Meinhard durch den freiwilligen Zusammenschluss der bis dahin selbständigen Gemeinden Frieda, Grebendorf, Jestädt und Schwebda neu gebildet. Für die ehemals eigenständigen Gemeinden von Meinhard wurden Ortsbezirke mit Ortsbeirat und Ortsvorsteher nach der Hessischen Gemeindeordnung gebildet.

## Bevölkerung
Einwohnerstruktur 2011
Nach den Erhebungen des Zensus 2011 lebten am Stichtag, dem 9. Mai 2011, in Jestädt 810 Einwohner. Darunter waren 6 (0,7 %) Ausländer. Nach dem Lebensalter waren 120 Einwohner unter 18 Jahren, 306 zwischen 18 und 49, 186 zwischen 50 und 64 und 201 Einwohner waren älter. Die Einwohner lebten in 363 Haushalten. Davon waren 108 Singlehaushalte, 120 Paare ohne Kinder und 114 Paare mit Kindern, sowie 30 Alleinerziehende und 9 Wohngemeinschaften. In 102 Haushalten lebten ausschließlich Senioren und in 216 Haushaltungen lebten keine Senioren.
Einwohnerentwicklung
| Quelle: Historisches Ortslexikon |                  |
| • 1585:                          | 66 Haushaltungen |
| • 1747:                          | 68 Haushaltungen |

| Jestädt: Einwohnerzahlen von 1834 bis 2020 | Jestädt: Einwohnerzahlen von 1834 bis 2020 | Jestädt: Einwohnerzahlen von 1834 bis 2020 | Jestädt: Einwohnerzahlen von 1834 bis 2020 | Jestädt: Einwohnerzahlen von 1834 bis 2020 |
| --- | ------------------------------------------ | ------------------------------------------ | ------------------------------------------ | ------------------------------------------ |
| Jahr |                                            |                                            |                                            | Einwohner                                  |
| 1834 | 1834                                       |                                            | 550                                        | 550                                        |
| 1840 | 1840                                       |                                            | 584                                        | 584                                        |
| 1846 | 1846                                       |                                            | 597                                        | 597                                        |
| 1852 | 1852                                       |                                            | 557                                        | 557                                        |
| 1858 | 1858                                       |                                            | 590                                        | 590                                        |
| 1864 | 1864                                       |                                            | 563                                        | 563                                        |
| 1871 | 1871                                       |                                            | 504                                        | 504                                        |
| 1875 | 1875                                       |                                            | 558                                        | 558                                        |
| 1885 | 1885                                       |                                            | 544                                        | 544                                        |
| 1895 | 1895                                       |                                            | 585                                        | 585                                        |
| 1905 | 1905                                       |                                            | 554                                        | 554                                        |
| 1910 | 1910                                       |                                            | 570                                        | 570                                        |
| 1925 | 1925                                       |                                            | 588                                        | 588                                        |
| 1939 | 1939                                       |                                            | 597                                        | 597                                        |
| 1946 | 1946                                       |                                            | 904                                        | 904                                        |
| 1950 | 1950                                       |                                            | 936                                        | 936                                        |
| 1956 | 1956                                       |                                            | 847                                        | 847                                        |
| 1961 | 1961                                       |                                            | 832                                        | 832                                        |
| 1967 | 1967                                       |                                            | 914                                        | 914                                        |
| 1970 | 1970                                       |                                            | 950                                        | 950                                        |
| 1980 | 1980                                       |                                            | ?                                          | ?                                          |
| 1990 | 1990                                       |                                            | ?                                          | ?                                          |
| 2000 | 2000                                       |                                            | ?                                          | ?                                          |
| 2011 | 2011                                       |                                            | 810                                        | 810                                        |
| 2015 | 2015                                       |                                            | 794                                        | 794                                        |
| 2020 | 2020                                       |                                            | 735                                        | 735                                        |
| Datenquelle: Historisches Gemeindeverzeichnis für Hessen: Die Bevölkerung der Gemeinden 1834 bis 1967. Wiesbaden: Hessisches Statistisches Landesamt, 1968. Weitere Quellen: LAGIS; Gemeinde Meinhard; Zensus 2011 |                                            |                                            |                                            |                                            |

Historische Religionszugehörigkeit
| • 1885: | 537 evangelische (= 98,71 %), 7 katholische (= 1,29 %) Einwohner    |
| • 1961: | 701 evangelische (= 84,25 %), 121 katholische (= 14,54 %) Einwohner |

## Politik
Ortsvorsteher ist nach der Kommunalwahl in Hessen 2021 Gerhard Pippert (SPD).

## Sehenswürdigkeiten
- Rundanger
- Mittelalterliche Dorfkirche[9]
- Jüdischer Friedhof aus dem 17. Jahrhundert

Schloss Jestädt
Das Schloss Jestädt ließ Walrab von Boyneburg-Hohenstein 1558 bis 1561 auf den Mauern der Talburg erbauen. Sein Sohn Friedrich Hermann von Boyneburg-Hohenstein (1564–1631) ließ das Schloss 1612 ausbauen. Im Dreißigjährigen Krieg wurde das Schloss geplündert und verwüstet; es wurde 1637 renoviert und diente fortan den Boyneburgs als Adelssitz.
Erst als die Jestädter Linie der Familie 1792 ausstarb, fielen das Schloss und die zugehörigen Gebiete 1794 an die Herren von Eschwege. Dieser Besitz wurde 1802 durch einen Lehensbrief Georgs III. bestätigt. Später wurden der Gefängnisturm und der Ostflügel des Schlosses entfernt. Letztmals wurde das Schloss 1906 umgebaut. Die südlich angrenzende Mühle wurde in den 1960er Jahren abgerissen. Nach dem Zweiten Weltkrieg nahmen die Eschweges Flüchtlinge und Verwandte in ihrem Schloss auf. In den 1970er und 1980er Jahren war das Schloss zeitweise unbewohnt. 1990 wurde es verkauft und bis 1998 renoviert. Seit 1999 wird es wieder bewohnt und bietet vier Ferienwohnungen an. Auf dem Innenhof sowie im Saal werden zeitweilig Konzerte veranstaltet.

## Persönlichkeiten
Friedrich von Feilitzsch (1858–1942), erster Ministerpräsident von Schaumburg-Lippe, wurde in Jestädt geboren.